# 那加芦原町
那加芦原町（なかあわらちょう）は、岐阜県各務原市の地名。現行行政町名は那加芦原町一丁目、二丁目。

## 地理
各務原市の那加地区に属する。
町域の東部は那加桐野町、那加土山町、西部は那加桐野町及び岐阜市琴塚、南部は岐阜市水海道、北部は那加桐野町及び岐阜市琴塚に接する。
地名は那加西市場町の小字である芦原に因む。
町域には境川の支流の岩地川が流れる。
道路
- 県道205号長森各務原線

## 歴史
1976年（昭和51年）9月1日、この地域で各務原市と岐阜市との境界が変更される。
1977年（昭和52年）9月17日、前年に境界変更で岐阜市から編入された地区（琴塚の一部、水海道の一部）と那加西市場町の一部をもって那加芦原町が成立。

## 世帯数と人口
2024年（令和6年）10月1日現在の世帯数と人口は以下の通りである。
| 丁目             | 世帯数  | 人口  |
| ---------------- | ------- | ----- |
| 那加芦原町一丁目 | 72世帯  | 218人 |
| 那加芦原町二丁目 | 59世帯  | 160人 |
| 計               | 131世帯 | 378人 |

## 小・中学校の学区
市立小・中学校に通う場合、学区は以下の通りとなる。尚、那加芦原町の自治会は岩地町自治会及び桐野町自治会である。
| 番・番地等 | 小学校                   | 中学校               |
| ---------- | ------------------------ | -------------------- |
| 全域       | 各務原市立那加第一小学校 | 各務原市立那加中学校 |